# U-17-Fußball-Südamerikameisterschaft 2011/Kader Uruguay
Bei der U-17-Fußball-Südamerikameisterschaft 2011 in Ecuador bestand der Kader der uruguayischen U-17-Nationalmannschaft aus den nachfolgend aufgelisteten Spielern. Die Auswahl wurde Vize-Südamerikameister.
| 1       | Mathías Cubero      | Torwart    | Cerro             |
| 2       | Emiliano Velásquez  | Abwehr     | Danubio           |
| 3       | Gastón Silva        | Abwehr     | Defensor Sporting |
| 4       | Agustín Tabárez     | Abwehr     | Nacional          |
| 5       | Heber Ratti         | Mittelfeld | River             |
| 6       | Maximiliano Moreira | Abwehr     | Nacional          |
| 7       | Leonardo Pais       | Mittelfeld | Defensor Sporting |
| 8       | Elbio Álvarez       | Mittelfeld | Peñarol           |
| 9       | Sergio Cortelezzi   | Sturm      | Nacional          |
| 10      | Guillermo Méndez    | Mittelfeld | Nacional          |
| 11      | Rodrigo Aguirre     | Sturm      | Liverpool         |
| 12      | Guillermo De Amores | Torwart    | Liverpool         |
| 13      | Juan Cruz Mascia    | Sturm      | Miramar Misiones  |
| 14      | Santiago Carrera    | Abwehr     | River Plate       |
| 15      | Sebastián Gorga     | Abwehr     | Nacional          |
| 16      | Maximiliano Poggi   | Mittelfeld | Wanderers         |
| 17      | Gianni Rodríguez    | Abwehr     | Danubio           |
| 18      | Sebastián Canobra   | Abwehr     | Atenas            |
| 19      | Juan San Martín     | Sturm      | Peñarol           |
| 20      | Alejandro Furia     | Abwehr     | Peñarol           |
| Trainer |                     |            |                   |
|         | Fabián Coito        |            |                   |

Quelle: 